# Castronuño
Castronuño es un municipio y localidad española de la provincia de Valladolid, en la comunidad autónoma de Castilla y León. Cuenta con una población de 767 habitantes (INE 2024). Castronuño, al suroeste de la provincia vallisoletana, equidista con las provincias de Zamora y Salamanca. También se la conoce como la Gran Florida del Duero.

## Historia
Castronuño fue repoblado por Nuño Pérez de Lara, a quien le debe su nombre. Puede que esta repoblación se produjese mientras don Nuño era Alférez real de Alfonso VII de León, entre 1145 y 1155.

## Geografía humana

### Demografía
Cuenta con una población de 767 habitantes (INE 2024).
| Gráfica de evolución demográfica de Castronuño entre 1842 y 2021 |
| |
| Población de derecho según los censos de población del INE Población de hecho según los censos de población del INEEntre el censo de 1857 y el anterior, crece el término del municipio porque incorpora a 475004 (Cubillas) |

| 1227          | 1111 | 1095 | 1049 | 939 | 861 | 812 |
| (Fuente: INE) |      |      |      |     |     |     |

## Patrimonio

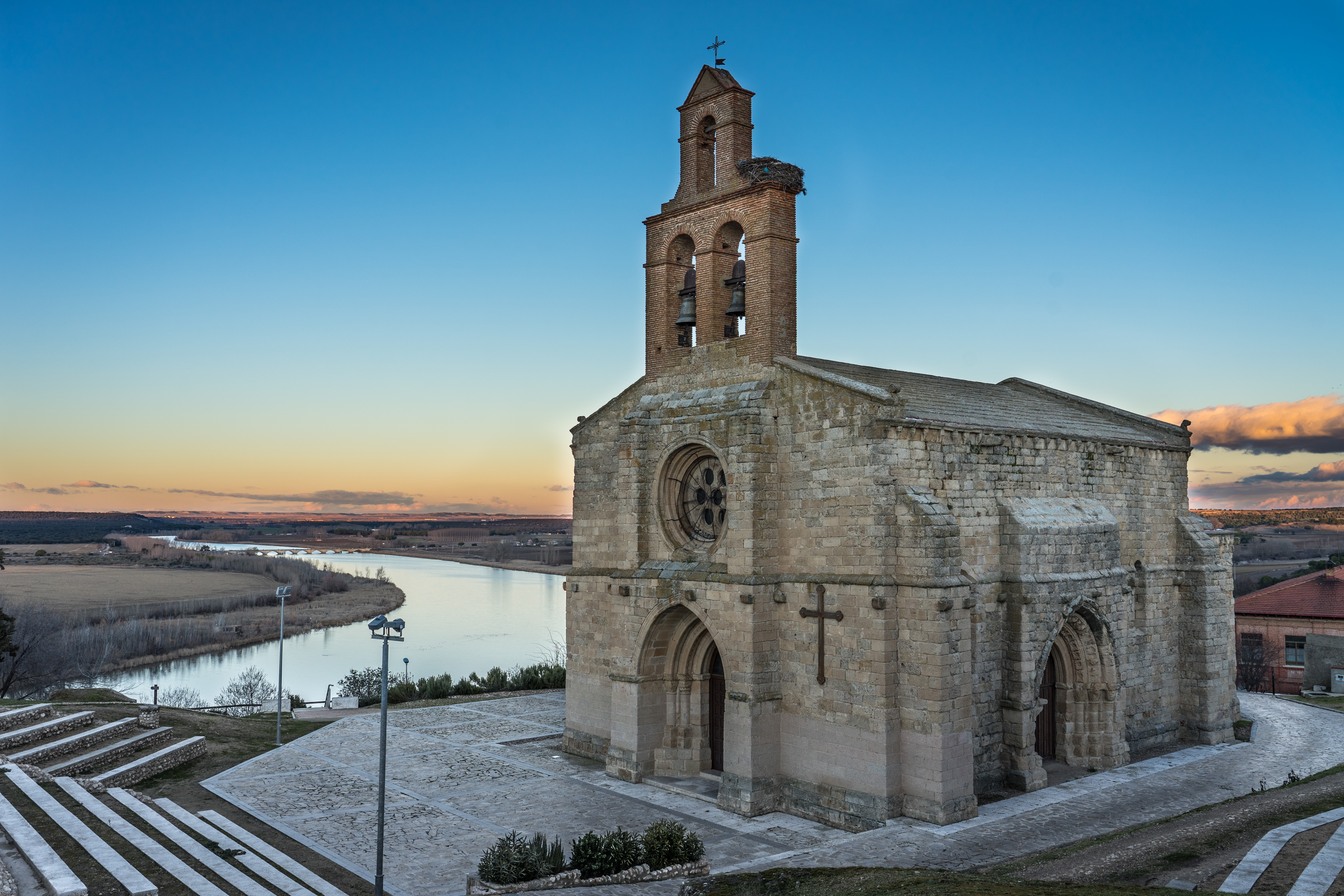
Iglesia de Santa María del Castillo

Cuenta con una importante riqueza paisajística; lugares, rincones y edificios que invitan al visitante a un paseo por la villa. Enclavado en la reserva natural Riberas de Castronuño-Vega del Duero, el municipio cuenta entre sus atractivos con este espacio protegido.
Desde el mirador que posee en La Muela puede observarse la curva que describe el Duero, considerada uno de los meandros más grandes de Europa.
- Iglesia de Santa María del Castillo
- Embalse de Castronuño
- Reserva Natural de las Riberas de Castronuño-Vega del Duero.

|                     |
| Embalse de San José |

|                                                  |
| El río Duero, visto desde el mirador de la Muela |

|                                                             |
| Reserva Natural de las Riberas de Castronuño-Vega del Duero |